# Prospekt Slavy (metropolitana di San Pietroburgo)
Prospekt Slavy (in russo:Проспект Славы) è una stazione della Linea Frunzensko-Primorskaja, la Linea 5 della Metropolitana di San Pietroburgo. È stata inaugurata il 3 ottobre 2019.